# Amata cyssea
Amata cyssea är en fjärilsart som beskrevs av Stoll 1782. Amata cyssea ingår i släktet Amata och familjen björnspinnare. Inga underarter finns listade i Catalogue of Life.